# La Croix-de-la-Rochette
La Croix-de-la-Rochette este o comună în departamentul Savoie din sud-estul Franței. În 2009 avea o populație de 283 de locuitori.

## Evoluția populației
| An        | 1975 | 1982 | 1990 | 1999 | 2006 | 2009 |
| --------- | ---- | ---- | ---- | ---- | ---- | ---- |
| Populație | 205  | 150  | 186  | 181  | 240  | 283  |